# Білл Клінтон
Ві́льям Дже́фферсон Клі́нтон, відомий як Білл Клі́нтон (англ. William Jefferson «Bill» Clinton, МФА: [ˈbɪl ˈklɪntən]; нар. 19 серпня 1946, Гоуп, Арканзас, США; ім'я при народженні: Ві́льям Дже́фферсон Блайт III) — американський політик та юрист, 42-й президент Сполучених Штатів Америки з 1993 до 2001 рр. Він також був двічі губернатором штату Арканзас упродовж 12 років (1979–1981, 1983–1992). Білл Клінтон — третій наймолодший президент США після Теодора Рузвельта та Джона Кеннеді. Член Демократичної партії США. 
Відзначився секс-скандалом за участі практикантки Моніки Левінскі. Клінтон був підданий процедурі імпічменту Палатою представників США, але виправданий потім Сенатом 19 грудня 1998 року через те, що збрехав під присягою про відсутність інтимних стосунків із Левінскі. За президентства Клінтона 1994 року був підписаний Будапештський меморандум про неядерний статус України. Чоловік Гілларі Клінтон, яка була сенатором США від штату Нью-Йорк, держсекретарем США з 2009 та 2013 і кандидатом у президенти у президентських виборах 2016.

## Дитинство та юність
Народився 19 серпня 1946 року у місті Гоуп, штат Арканзас. Його батько, Вільям Джефферсон Блайт-молодший (1918–1946), був комівояжером з продажу обладнання. Мати, Вірджинія Делл Кесседі (1923–1994), закінчивши школу, поїхала вчитися на медсестру-анестезіолога у Шривпорт, штат Луїзіана, де й познайомилася із Вільямом. 4 вересня 1943 року вони одружилися, попри те що його батько уже мав четвертий шлюб, після чого Вільяма призвали до армії і відправили в Єгипет під час Другої світової війни. Закінчив службу він вже в Італії в грудні 1945 року. Коли він повернувся, вони з Вірджинією ненадовго переїхали до Чикаго і збиралися придбати будинок у Гоупі, поряд з її батьками, але 17 травня 1946 року, повертаючись із Чикаго до Гоупу, Вільям загинув в автокатастрофі. Вірджинія була його четвертою дружиною, а Білл третьою дитиною. У батька залишилось ще двоє дітей від двох попередніх шлюбів, які жили в родинах своїх матерів: син — Генрі Леон 1938 р.н. та дочка Шарон Лі 1941 р.н.
Мати Білла після народження дитини повернулась до Шривпорту навчатися, і в перші роки виховували дитину бабуся й дідусь — Елдридж й Едіт Кесседі. У них була власна крамниця бакалійних товарів, де вони, всупереч звичаям сегрегації, обслуговували, у тому числі в кредит, усіх жителів міста незалежно від кольору шкіри. Бабуся і дідусь прищеплювали таке відношення до людей і онуку: терпимість, рівність, політкоректність — з усіма цими поняттями Білл познайомився, будучи ще маленькою дитиною. Коли Біллу було 4 роки, мати одружилася з торговцем автомобілями Роджером Клінтоном. 1953 року сімейство переїхало до міста Гот Спрінгс, Арканзас, а в 1956 році у Білла народився брат Роджер Клінтон. Білл взяв прізвище вітчима, коли йому було 15 років.
У школі Клінтон був одним із найкращих учнів і керівником джаз-бенду, де він грав на саксофоні. У липні 1963 року Білл у складі делегації від національної юнацької організації брав участь у зустрічі із Дж. Кеннеді, де навіть потиснув йому руку, після чого він вирішив присвятити життя публічній діяльності і політиці.
Після закінчення школи у 1964–64 навчався у Університеті Джорджтаун у Вашингтоні, де здобув ступінь бакалавра. Після цього виборов стипендію Родса для навчання в Університетському коледжі Оксфорда (Англія). В Оксфорді він жив в одному будинку з Строубом Телботтом, якому 1992 року доручив формувати східноєвропейську політику США. Попри те, що сім'я Білла за американськими мірками належала до середнього класу, грошей на освіту в престижному університеті у його батьків не було, а вітчим вже серйозно до того часу страждав алкоголізмом, і Білл справлявся самотужки: отримував підвищену стипендію, працював на трьох роботах одночасно. У Єльському університеті, який він закінчив 1973 року, він познайомився з Гілларі Родем, з якою 11 жовтня 1975 року одружився. Після закінчення університету Білл недовго викладав у юридичному інституті Арканзаського університету у Файттвіллі. Його дружина Гілларі Клінтон незабаром після нього зайнялася викладацькою діяльністю у тому ж університеті.

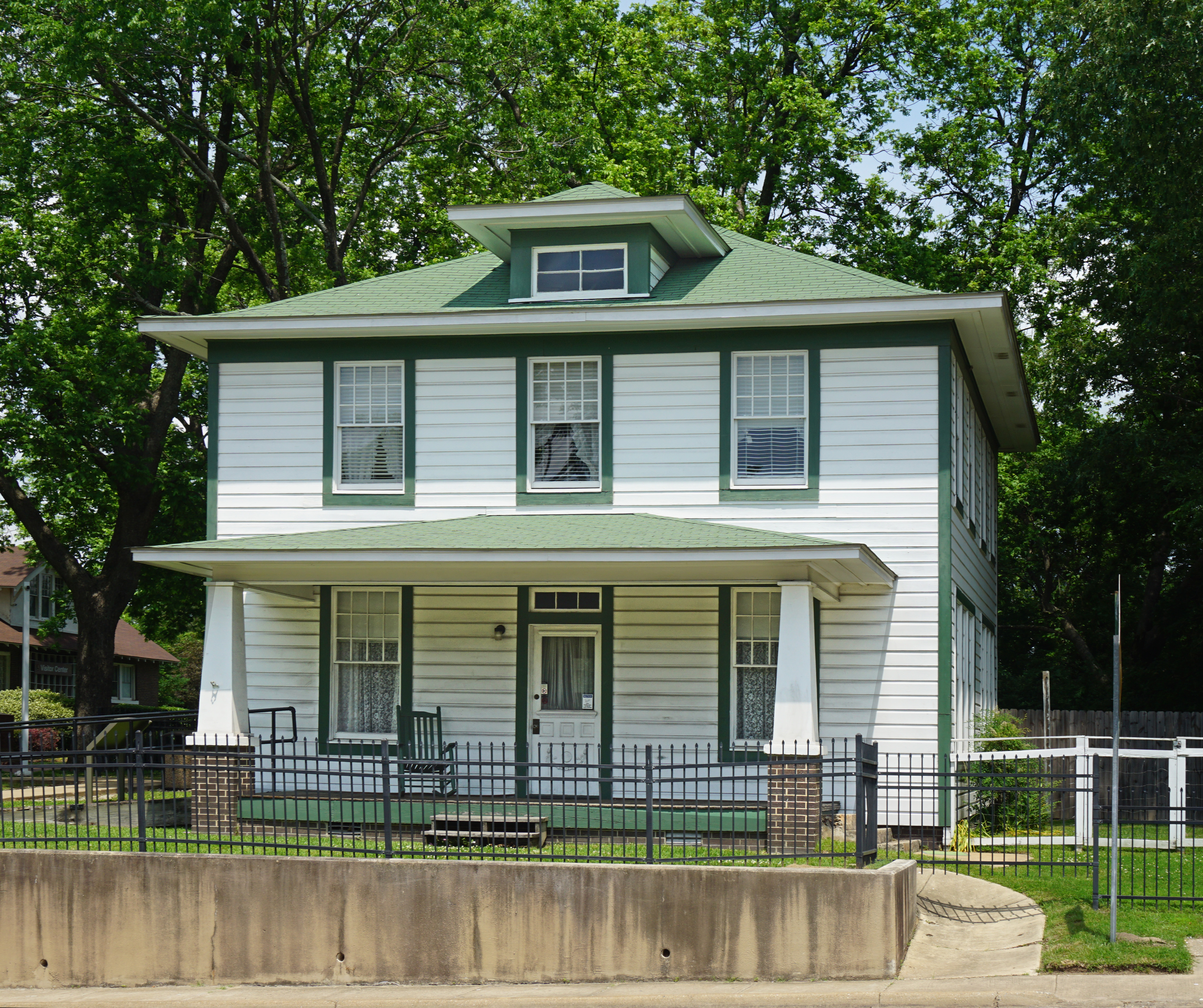
Місце народження Клінтона в Гоупі, Арканзас

## Політична кар'єра

### Допрезидентський період
Свою політичну кар'єру Білл почав у штаті Арканзас, коли він невдало балотувався на посаду члена Палати представників Конгресу США 1974 року. Пізніше він балотувався і був вибраний на посаду губернатора штату Арканзас, ставши наймолодшим губернатором штату. Однак 1980 року він зазнав поразки, повторно його не переобрали. Утім,1982 року його знову обрали губернатором штату. 1992 року Клінтон успішно балотувався на посаду президента США від Демократичної партії і виграв вибори, випередивши свого найближчого конкурента з Республіканської партії Джорджа Герберта Буша— старшого. 1993 року журнал «Тайм» назвав Клінтона «людиною року».

Губернатор і місіс Клінтон на вечері на честь губернаторів нації в Білому домі з президентом Рональдом Рейганом і першою леді Ненсі Рейган, 1987 рік.
Результати виборів 1992 року

### Період на посаді Президента
У своїй першій інавгураційній промові Білл Клінтон оголосив курс на оновлення Америки, яка має очолювати світ після колапсу Радянського Союзу.
Президентство Клінтона припало на той час, коли в світі відбувалися суттєві зміни, спричинені розвалом СРСР і кінцем Холодної війни. Міжнародні обставини позначилися на зовнішньополітичному курсі Клінтона, який отримав назву «світове лідерство» («велика стратегія») і зводився до глобального політичного, економічного та військового впливу США. Президент намагався підтримувати конструктивні відносини з пострадянськими країнами, спрямовані на поширення демократії та ринкової економіки. Саме він висунув тезу перетворення НАТО на політичну організацію та розширення її на Схід, хоча за це зазнав критики як серед американської, так і світової громадськості. Його адміністрація вживала заходів для врегулювання війни в Югославії та на Близькому Сході. Під час його президентства у березні — травні 1999 року США разом із НАТО брали участь у війні проти Сербії через конфлікт у Косово (операція «Союзницька сила»). Також за його участю були підписані історичні угоди між Ізраїлем та Організацією Визволення Палестини (вересень 1993 рік, Вашингтон). 1994 року Клінтон став ініціатором підписання Ізраїльсько-йорданської мирної угоди, а в листопаді 1995 року — Дейтонських угод щодо врегулювання конфліктів у Боснії та Герцеговині. У період його президентства США брали участь в інтеграційних процесах Американського континенту, кінцевою метою яких було створення якомога більшої кількості зон вільної торгівлі. Проте миротворчі місії Президента виявилися невдалими, за що він зазнав критики: місія морської піхоти в Сомалі 1994 року, операції в Гаїті, Камбоджі, Афганістані. Клінтон був ініціатором розв'язання конфліктів на Корейському півострові, в Північній Ірландії, Кубі, неодноразово наголошував на необхідності стратегічного партнерства з Ізраїлем. У 1998—1999 р. спалахнув конфлікт у Перській затоці з Іраком у зв'язку з намаганням С. Хуссейна порушити накладені 1991 року санкції. Американська авіація бомбардувала оборонні об'єкти Іраку. Клінтон припинив програму СОІ, розпочату Рейганом, та започаткував розробку нової програми ПРО. Важливою була також боротьба з тероризмом. Зменшили кількість армії, проте здійснили заходи щодо збільшення її мобільності та боєготовності, що дало змогу закріпити військову гегемонію США. З метою покращення відносин з КНР у травні 1998 року президент здійснив туди візит. Вагоме місце у зовнішній політиці США посідали відносини з РФ. У березні 1997 року на зустрічі Клінтона з президентом Росії Єльциним у Гельсінкі ухвалили рішення про підписання документу, який би визначив суть співробітництва між НАТО та Росією, що зробили у травні того ж року. У липні 1997 року на саміті лідерів НАТО в Мадриді ухвалили рішення про вступ до НАТО Польщі, Чехії та Угорщини.
У внутрішній політиці під час його правління у США почався один з найдовших періодів економічного зросту та стабільності. Внутрішньополітичний курс Клінтона мав назву «відродження Америки» і зводився до зростання державного регулювання економіки, надання федеральним органам влади більших повноважень для реалізації економічної політики. Його президентство ознаменувало собою завершення «неоконсервативної хвилі» (1981—1992), пов'язаної з періодом попередніх президентів Р. Рейгана та Дж. Буша-старшого, коли відбувався процес зведення до мінімуму державного регулювання економіки. Здійснювалося стимулювання інвестицій у будівництво шосейних доріг, комунальний благоустрій, енергозбереження, підтримку молоді тощо, надавалися податкові пільги підприємствам, що створювали нові робочі місця. У зв'язку з новою міжнародною обстановкою Клінтон скоротив військові витрати. Паралельно здійснювалося скорочення витрат на малоефективні програми за рахунок збільшення урядових доходів, що допомогло скоротити дефіцит державного бюджету і досягти профіциту. Здійснювалося підвищення податків, хоча в період передвиборчої кампанії Клінтон обіцяв їх зменшити. Відбулися деякі зміни у побуті Білого дому, зокрема Клінтон скоротив кількість його працівників, а також ліквідував безкоштовне харчування для них. Проводилася боротьба з наркоманією та злочинністю. Вагоме місце у внутрішній політиці Клінтона посідали соціальні видатки, проте реалізація соціальних реформ Клінтона була значно ускладнена республіканською більшістю Конгресу, адже на виборах 1996 року перемогли республіканці. Проте після переобрання Клінтона 1998 року на другий термін між президентом та Конгресом намітився компроміс: Клінтон погодився взяти курс на зменшення податків, чого вимагав Конгрес, а той, своєю чергою, змушений був затвердити соціальні перетворення президента. До них належали розширення комп'ютеризації та інтернетизації суспільства, захист навколишнього середовища, будівництво житла, збільшення навчання з 12 до 14 років, включно зі середньою школою та дворічними коледжами, Закон про безкоштовну медичну допомогу для непрацездатних та людей похилого віку. Період 1993—2000 рр. характеризувався посиленням впливу «середнього класу» — соціальної опори Клінтона. Його президентство також ознаменувалось скандалом з позашлюбними відносинами з практиканткою Білого Дому Монікою Левінскі. 1998 року внаслідок цього скандалу і слідства, що відбулось після нього, провели процедуру його імпічменту за лжесвідчення та перешкоджання слідству. Процедуру імпічменту винесла Палата представників США, а пізніше Сенат США виправдав його звинувачення і йому дозволили закінчити другий термін на посту президента США. Ці події увійшли в історію під назвою «Монікагейт» і стали третім найбільшим політичним скандалом в історії США (після «Вотергейту» Річарда Ніксона та «Іран-контрас» Рональда Рейгана).
Відносини з Україною у період Клінтона були неоднозначними. Так, почавши з підтримки України та проголошення стратегічного партнерства, його адміністрація поступово істотно змінила свій курс і почала відверто використовувати Україну як розмінну карту у грі з РФ. Тобто, Клінтон віддав перевагу налагодженню двосторонніх відносин з Російською Федерацією, як єдиною спадкоємницею СРСР, а не налагодженню контактів з державами, які постали на теренах колишнього Радянського Союзу. Незалежна Україна розглядалася лише як ускладнюючий елемент у відносинах США з Росією.1993 р. президент підписав Договір про подальше скорочення стратегічних наступальних озброєнь (СНО-2), до якого приєдналися Україна й Казахстан.
У той же час згода України добровільно і в односторонньому порядку ліквідувати арсенал ядерної зброї, поміркована і виважена позиція України в інтенсивному діалозі з США дали можливість зняти напруженість в американсько-українських відносинах. Адміністрація Клінтона змушена була визнати необхідність регіонально-диференційованого підходу. Першим свідченням такого повороту стала несподівана зустріч Президента Клінтона і Президента України Л.Кравчука 12 січ. 1994 р., коли літак Президента США на шляху до Москви зробив посадку в Борисполі. 14 січня 1994 р. США, РФ і Україна підписали Тристоронню угоду, за якою Україна погодилася передати ядерні боєголовки на демонтаж у Росію. У свою чергу, РФ зобов'язалася надавати Україні ядерне паливо, а Сполучені Штати — фінансувати цю операцію. Тристороння угода створила підґрунтя для прискорення розвитку американсько-українського економічного співробітництва і контактів у сфері безпеки. Проголосивши 1994 рік «роком України», президент Клінтон продемонстрував розуміння американців, що процвітаюча, незалежна, демократична Україна може бути фактором стабілізації в Європі.
3–7 березня 1994 року під час візиту президента України Л. Кравчука до США Клінтон підписав «Спільну заяву про розвиток дружби й співробітництва між двома країнами», а 11–12 травня 1995 року вже Клінтон за запрошенням Л. Кучми відвідав Україну, підписав Спільну заяву та деякі інші документи. Політичне значення цього візиту для обох країн полягало в тому, що це був перший державний візит президента США до України. 20–22 лютого 1996 року Клінтон приймав Кучму з робочим візитом, а в червні 2000 р. президент США знову відвідав Київ. Цей візит запам'ятався також тим, що Клінтон цитував Т. Шевченка, заявляючи «Борітеся — поборете». Проте події, що стались перед цим, свідчать про обережну політику адміністрації Клінтона щодо України. Вона підтримала курс Дж. Буша-старшого на скоординоване з Росією ядерне роззброєння України, що реалізували 14 січня 1994 року, коли в Москві президенти США, РФ та України підписали заяву «Про ліквідацію ядерної зброї на території України». 8 лютого 1994 року з ініціативи Клінтона представники України підписали документи, що стосувалися участі в програмі НАТО «Партнерство заради миру». У липні 1997 року на саміті лідерів НАТО в Мадриді Клінтон став одним з ініціаторів підписання Хартії особливого партнерства з Україною, проте саме президент США став ініціатором того, щоб хартію Україна-НАТО не підписали в такому вигляді, який би найбільше відповідав інтересам України. Саме США відіграли провідну роль в істотному обмеженні зовнішнього фінансування України.

### Постпрезидентський період
Після закінчення його терміну в Білому Домі Білл Клінтон займався благодійною діяльністю та виступав з промовами в багатьох навчальних закладах та для загальної аудиторії. Він також є засновником Фундації Вільяма Клінтона, яка займається гуманітарною допомогою на міжнародній арені і піклується вдосконаленням системи профілактики та лікування СНІДу та проблемою глобального потепління. Останнім часом Білл Клінтон активно допомагав своїй дружині Гілларі Родем Клінтон у її намірі балотуватися на пост президента США у 2008 році. У разі обрання його дружини він міг би повернутися знову в Білий дім та стати першим в історії США першим джентльменом.
18–23 квітня 2010 року Клінтон як гість брав участь у Міжнародній конференції з питань СНІДу у Відні разом із зірками кіно та спорту, як-от Елізабет Герлі, Вупі Ґолдберґ та Борисом Беккером. Усесвітній форум лікарів (до австрійської столиці з'їхалися 25 тисяч експертів) був присвячений протидії дискримінації ВІЛ-інфікованих та поширенню самого вірусу теренами Східної Європи, зокрема й України.
У лютому 2014 році заявив, що підтримує український Євромайдан. У вересні 2015 року побажав українцям мирного майбутнього.

## Українські переклади книжок Білла Клінтона
- Білл Клінтон, Джеймс Паттерсон. «Зникнення президента». — К.: BookChef, 2019, — 464 с. ISBN 978-617-7561-20-9. Переклала Вікторія Зенгва

## Вшанування
У місті Приштина (Косово) встановлено монумент Білл Клінтону.
Також у місті Приштина є бульвар Білла Клінтона.

## Галерея

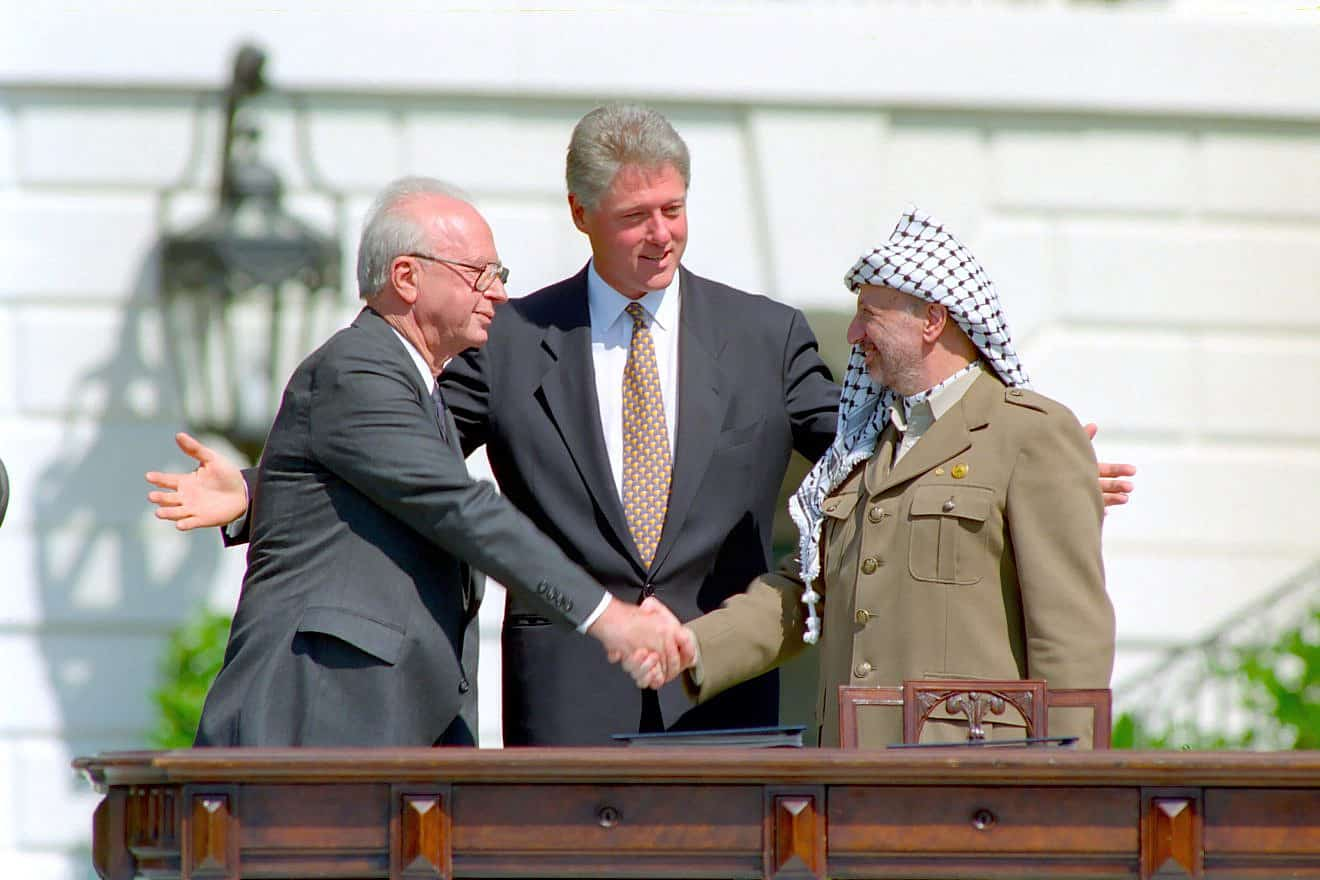
Іцхак Рабин, Клінтон і Ясір Арафат під час угод в Осло 13 вересня 1993 року
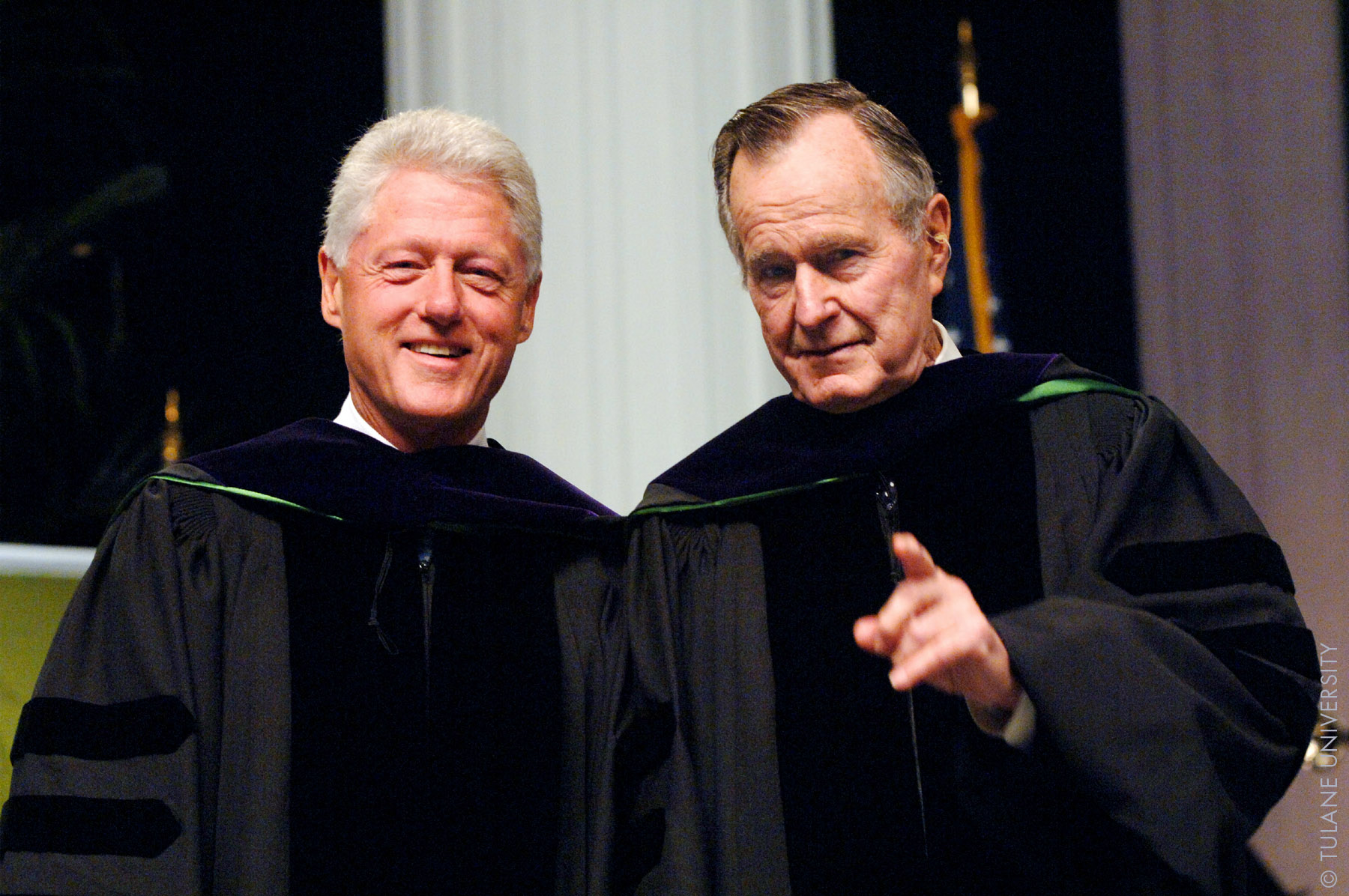
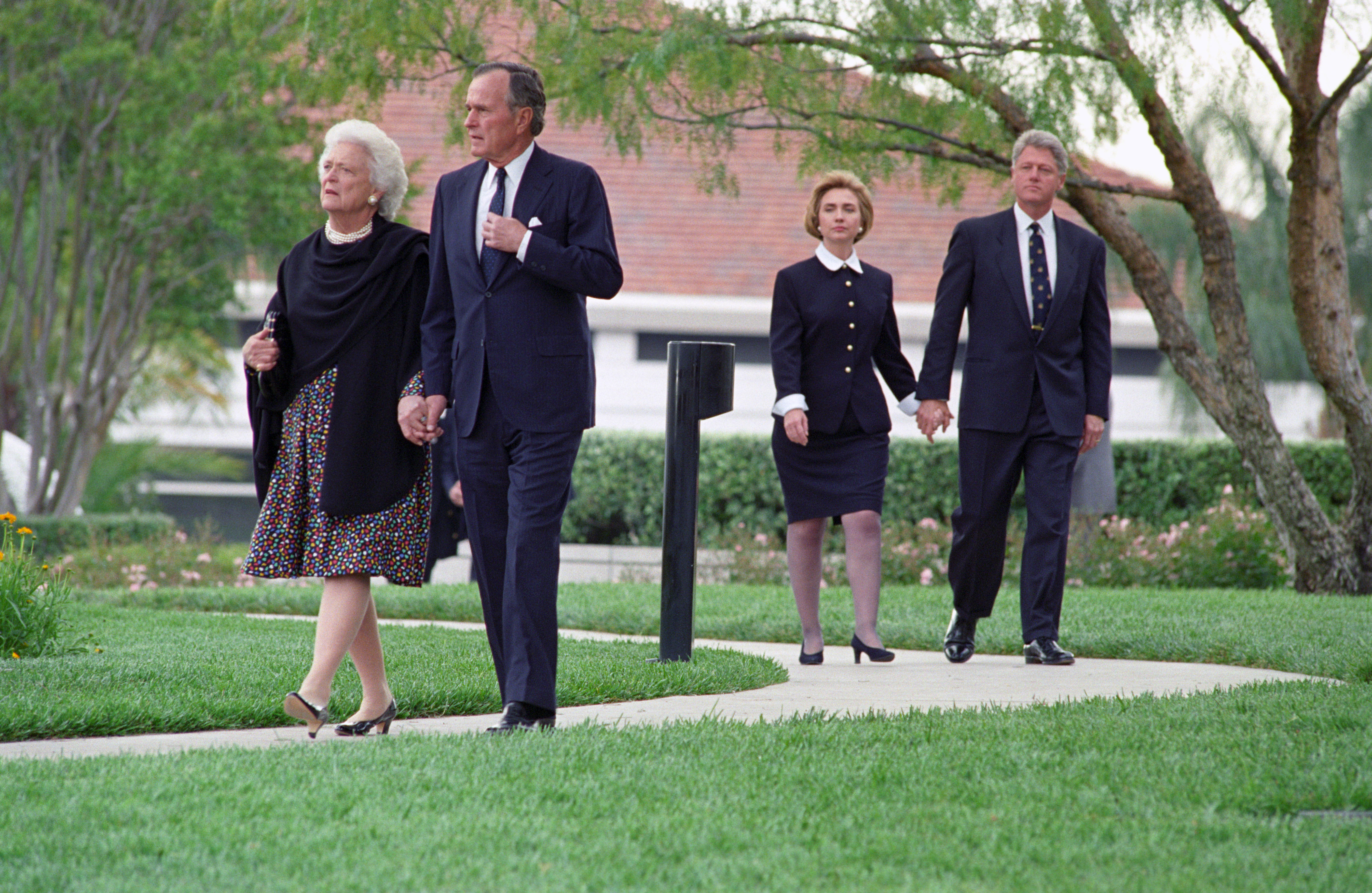